# ریموند گستیل
ریموند دانکن گستیل (انگلیسی: Raymond Gastil; (زاده ۱۹ دسامبر ۱۹۳۱ - درگذشته ۱۴ دسامبر ۲۰۱۰) دانشمند علوم اجتماعی اهل ایالات متحده آمریکا بود که به خاطر ارزیابی آزادی سیاسی در گزارش‌های آزادی جهانی که توسط خانه آزادی تهیه می‌شد شهرت یافته‌است.
وی همچنین برندهٔ جوایزی همچون برنامه فولبرایت شده‌است.

## زندگی‌نامه
گستیل در سال ۱۹۵۳، BA (روابط اجتماعی، ۱۹۵۳)، MA (مطالعات خاورمیانه، ۱۹۵۶) و PhD (علوم اجتماعی، ۱۹۵۹) مدرک خود را از دانشگاه هاروارد دریافت کرد. او یک دانشمند مؤسسه فولبرایت در پاکستان (۱۹۵۳–۴) بود، و به علوم انسانی و علوم اجتماعی در دانشگاه اورگن مد نظر داشت. او هفت سال به عنوان یک محقق در مؤسسه هادسون، تجزیه و تحلیل امنیت ملی و دیگر مسائل مربوط به سیاست، و کمک به تنظیم کتاب مؤسسه ۱۹۶۸ با نام «آیا می‌توانیم در ویتنام پیروز شویم؟» کمک کرد. همچنین در اوایل دهه ۱۹۷۰ او در مؤسسه یادبود باتل (Battelle) مشغول به کار بود. از سال ۱۹۷۷ تا سال ۱۹۸۸، او در قسمت تحقیقاتی کارگردان «خانه آزادی» مشغول به کار بود.

## کتاب‌ها
- (سردبیر)، آیا ما می‌توانیم در ویتنام پیروز شویم؟، آرم بروستر و همکاران (پراگر ۱۹۶۸).
- (سردبیر)، چرا ABM؟ مسایل سیاسی در بحث دفاع موشکی، هولست و اشنایدر، EDS. (پرگامون ۱۹۶۹).
- مناطق فرهنگی ایالات‌متحده، انتشارات دانشگاه واشینگتن ۱۹۷۶
- علوم انسانی: در برابر نظم یکپارچه دانش و ارزش‌ها (سان‌فرانسیسکو: انتشارات جوسی - باس ۷۰، ۱۹۷۷).
- (سردبیر)، ترویج دموکراسی: فرصت‌ها و مشکلات، گلدمن و داگلاس، EDS. (پراگر ۱۹۸۸).
- (همکاری سردبیر)، دموکراسی و توسعه در شرق آسیا: تایوان، کره‌جنوبی و فیلیپین، رابینسون (مؤسسه سرمایه‌گذاری آمریکا، ۱۹۹۱).
- پیشرفت: تفکر انتقادی دربارهٔ تغییر تاریخی (وست پورت: پراگر، ۱۹۹۳).
- (با بارنت سینگر)، اقیانوس آرام شمال غربی: رشد یک هویت منطقه‌ای، مک فارلند ۲۰۱۰